# Sharon Gless
Sharon Marguerite Gless (ur. 31 maja 1943 w Los Angeles w stanie Kalifornia, USA), amerykańska aktorka.